# Xerodermia pigmentosa
Xeroderma pigmentoso (Xeroderma pigmentosum) é uma desordem genética de reparação do ADN, na qual a capacidade normal do organismo para remover o dano causado pela radiação ultravioleta (UV) é deficiente. Isto pode levar a múltiplos carcinomas basocelulares, carcinomas espinocelulares e mesmo melanomas (três tipos de cânceres), em idade precoce. Em casos severos, é necessário evitar por completo a exposição à luz solar e a outras fontes de radiação ultravioleta.

## Sintomas
- Curto tempo debaixo do sol pode causar queimaduras e a ferida permanece durante semanas.
- Presença de pigmento preto na pele.
- Envelhecimento prematuro nas áreas expostas ao sol.
- Pele excessivamente seca.
- 15%-20% dos pacientes apresentam degeneração do sistema nervoso.
- Cegueira em razão de lesões nos olhos ou de cirurgias na região ocular.
- Perda de audição (relacionada com a degeneração do sistema nervoso).

A doença atinge cerca de 1 pessoa em 1 milhão de pessoas.

## Transmissão
- Defeito em pelo menos um entre nove genes conhecidos.[2]

## Tipificação
São divididos em grupos: A, B, C, D, E, F, e G —— o grupo A é o pior caso em relação aos outros grupos e, em geral, os pacientes do grupo A têm expectativa de vida inferior a 20 anos.
No momento não há cura para esta doença, fazendo com que o DNA/ADN modificado se acumule e não se recupere.
Pacientes XP têm um aumento de cerca de 1.000 vezes na incidência de câncer de pele, em relação a pessoas normais.